# جائزة الأرجنتين الكبرى 1981
جائزة الأرجنتين الكبرى 1981 هو سباق فورمولا 1 أقيم بتاريخ 12 أبريل 1981 في بوينس آيرس، الأرجنتين. كان الثالث من أصل 15 في بطولة العالم لسباقات الفورمولا واحد موسم 1981. فاز البرازيلي نيلسون بيكيه بهذا السباق.